# Apollo 14
Apollo 14 var den ottende bemandede mission i Apollo-programmet og den tredje månelanding.
Målet var at udforske kanten af et Cone-krateret. Landingen skulle oprindelig have været foretaget af Apollo 13.

## Missionen i tal
- Affyring: 31. januar 1971 kl. 21:03:02 UTC
Kennedy Space Center LC 39A
- Månelanding: 5. februar 1971 kl. 09:18:11 UTC
3° 38' 43.08" S – 17° 28' 16.90" W, Fra Mauro
- Månevandringer:
  - første: 4 timer 47 minutter 50 sekunder
  - anden: 4 timer 34 minutter 41 sekunder
  - I alt: 9 timer 22 minutter 31 sekunder
- Tid på Månen: 33 timer 30 minutter 29 sekunder
- Indsamlet månemateriale: 42,28 kg
- Landing: 9. februar 1971 kl.21:05:00 UTC
27° 1' S – 172° 39' W
- Varighed: 216 timer 1 minut 58 sekunder
- Antal månekredsløb: 34
- Tid i månekredsløb: 66 timer 35 minuter 39,99 sekunder
- Masse: Kommandomodul 29.240 kg; Månelandingsfartøj 15.264 kg

## Besætning
- Alan Shepard, chefpilot
- Stuart Roosa, kommandomodulpilot
- Edgar Mitchell, pilot på månelandingsfartøjet

## Kaldenavne
Kommandomodul: Kitty Hawk

Månelandingsfartøj: Antares

## Hovedpunkter
- På vej ned til landingen på måneoverfladen, svigtede en højdemålings-radar midlertidigt. Alan Shepard, der styrede landingsfartøjet, havde fået en helt klar instruks om at droppe landingen og vende om hvis ikke denne radar fungerede når fartøjet nåede under en vis højde. Radaren virkede igen, da fartøjet nåede den kritiske højde, men blandt den stædige Shepards kolleger er der en vis enighed om, at han nok havde landet fartøjet alligevel, selv om radaren ikke kom i gang igen.
- Det lykkedes ikke for dem at nå kanten af krateret fordi det var meget vanskeligt for dem at orientere sig. Efterfølgende har det vist sig at de kun var få meter væk.
- Shepard og Mitchell medbragte en trillebør til at transportere måneprøverne.
- Shepard smuglede to golfkugler og et golfjern til Månen. Golfjernet blev sat på en stang, brugt til prøveopsamling. Det første sving var ikke vellykket, men andet forsøg sendte golfkuglen flere hundrede meter væk.
- Roosa medførte en samling træfrø, der blevet sået ved tilbagekomsten til Jorden. Disse træer er senere blevet spredt over hele Jorden.